# Pałac Sobańskich w Guzowie
Pałac Sobańskich w Guzowie – zabytkowy pałac zlokalizowany w Guzowie w powiecie żyrardowskim, uznawany za jedną z najciekawszych neorenesansowych rezydencji zbudowanych na Mazowszu w XIX wieku.
Budowla została wzniesiona za sprawą Andrzeja Ignacego Ogińskiego, fundatora pałacu i właściciela Guzowa. W 1856 roku trafił w ręce rodziny Sobańskich, w których znajduje się do dziś. 

## Historia

### Średniowiecze
W późnym średniowieczu dobra guzowskie były domeną książęcą i należały do księcia mazowieckiego, Siemowita IV. W XVII wieku osada została podniesiona do rangi starostwa niegrodowego i stała się własnością marszałka nadwornego koronnego Łukasza Opalińskiego h. Łodzia, po którym majątek guzowski bardzo często zmieniał swoich właścicieli. 

### XVII w.
Pierwsza znana nam historyczna wzmianka o zamieszkałym budynku dworskim na obszarze wsi Guzów pochodzi z 1602 roku. W dokumentach historycznych można odnaleźć wzmiankę o istnieniu dworu w folwarku guzowskim, który był miał formę drewnianej konstrukcji, składającej się z dwóch budynków stojących naprzeciwko siebie. Opis wspomina również o istnieniu niewielkiego sadu o rzadkiej roślinności oraz trzech stawach na terenie wspomnianego folwarku. 
Podobny opis można odnaleźć w lustracji z 1661 roku, która opisuje dwór jako skromny i stosunkowo mały, składający się z dwóch dużych izb po bokach oraz sieni na jego osi.

### XVIII w.
W 1765 roku kolejna lustracja wspomina już bardziej szczegółowo o dworze i budynkach folwarcznych. Opisuje dwór składający się z dwóch pokoi, starożytny, z gankiem pod gontami i trynówkami wewnętrznymi, oraz dwie oficyny - nową i starą, zbudowane w stylu pruskim, które tworzyły dziedziniec wraz ze stajniami.
Dopiero właśnie w 1765 roku, po śmierci Jana Prospera Potockiego h. Pilawa, nadeszła stabilizacja i większe zainteresowanie tymi terenami przez swoich właścicieli, gdy drogą małżeńską z Paulą z Szembeków h. wł., dobra guzowskie przeszły na własność ks. Andrzeja Ogińskiego h. wł. Dobrami tymi Paula zarządzała jeszcze po śmierci swojego męża, łącznie przez niemal czterdzieści lat.
Książę Andrzej Ogiński wystawił w Guzowie późnobarokowy dwór, znany z tylko jednego przekazu ikonograficznego (grafiki z 1855). W dworze urodziła się jego córka, Józefa Zofia Ogińska i syn Michał Kleofas Ogiński (po Antonim Procie Potockim, młodsze, przyrodnie rodzeństwo Feliksa Łubieńskiego). 
Po tym jak ks. Michał Ogiński wybrał karierę polityczną i muzyczną, a także po tym gdy namiestnik pruski Karl von Hoym zgodził się na „zamianę” majątków właścicieli, dobra guzowskie przeszły na własność najstarszego syna i synowej Pauli z Szembeków – Feliksa Łubieńskiego h. Pomian i jego żony Tekli z Bielińskich h. Junosza, pod koniec XVIII wieku. Zespół dworski już wtedy był bardzo rozbudowany, obejmował między innymi oranżerię, ogród włoski i dworski teatrzyk; we wnętrzach dworu Feliks i Tekla Łubieńscy przyjmowali na śniadaniu pruską parę monarszą – Fryderyka Wilhelma III wraz z małżonką. Wizyta miała być tak udana, że Fryderyk Wilhelm III obdarzył Feliksa i Teklę dziedzicznymi tytułami hrabiowskimi.

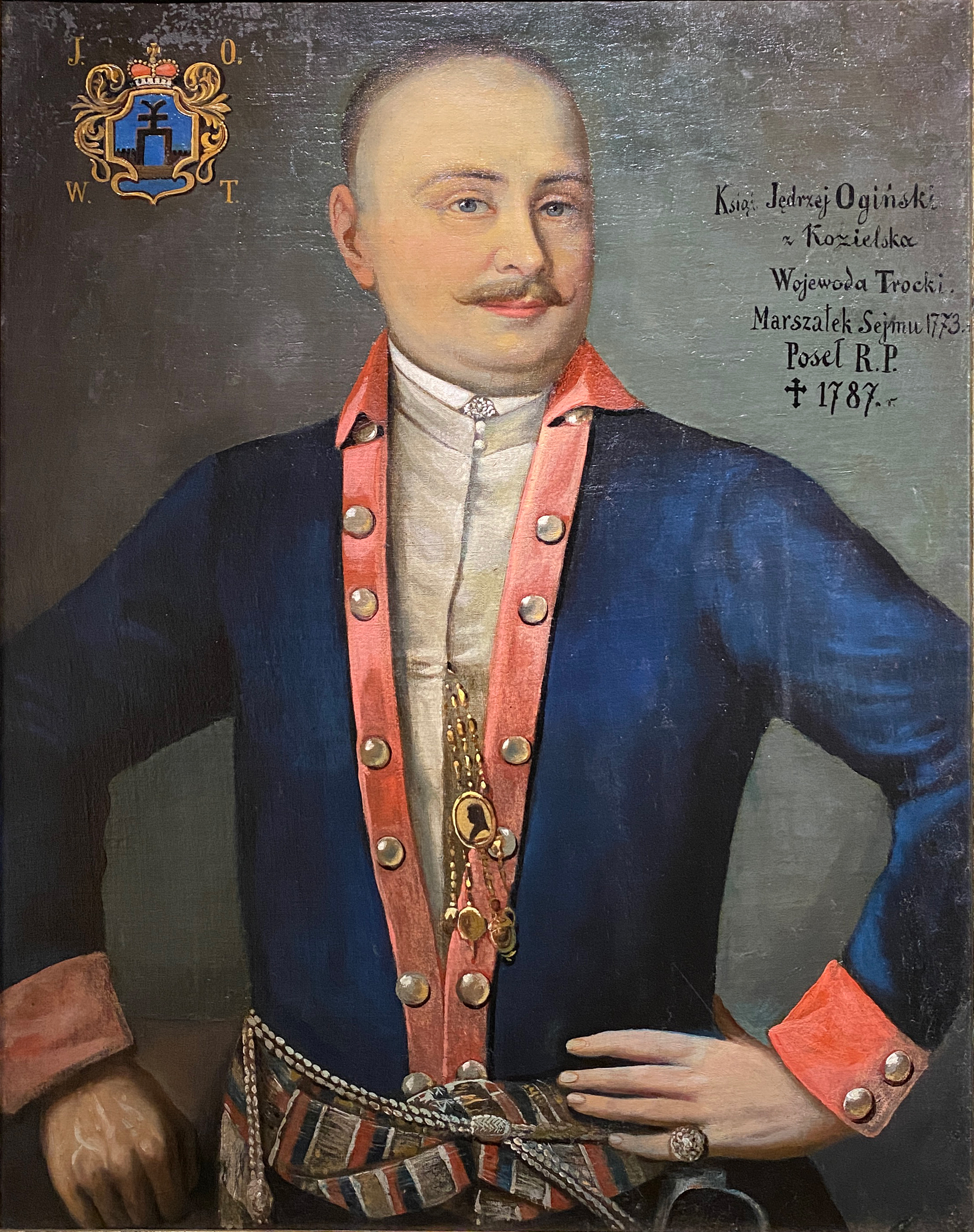
Andrzej Ignacy Ogiński
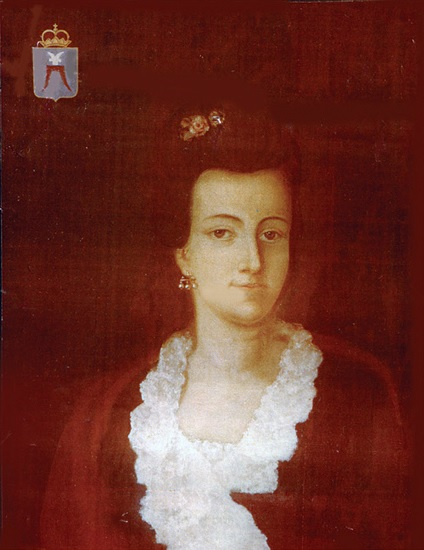
Paula z Szembeków
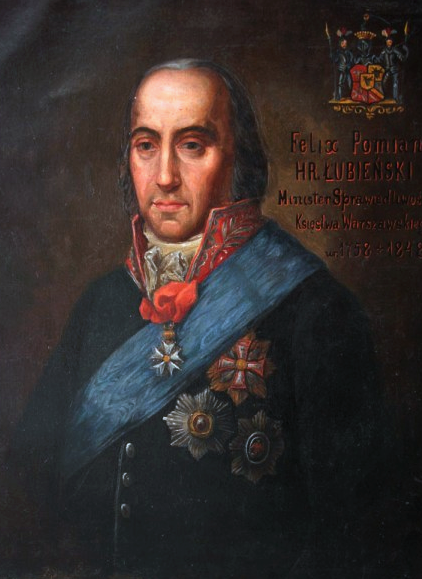
Feliks Łubieński
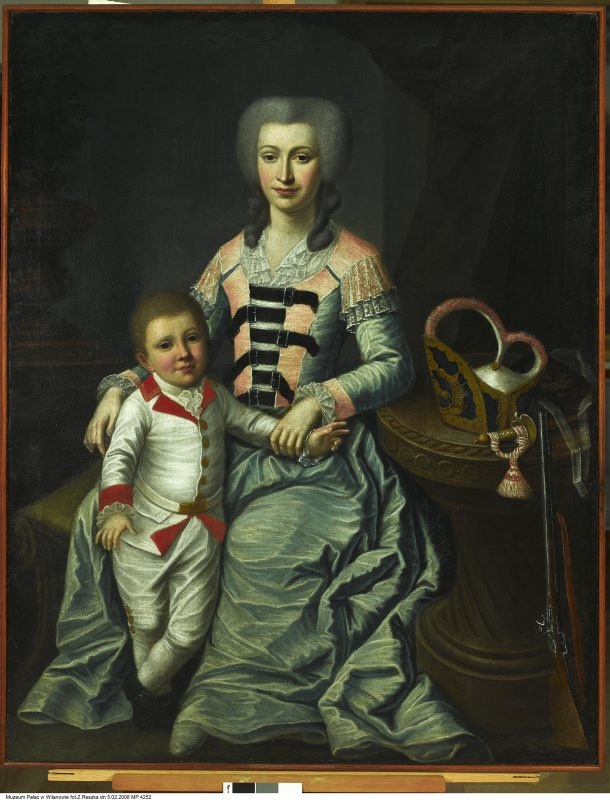
Tekla z Bielińskich
Herb hrabiowski Łubieńskich

### XIX w.
W 1827 dobra guzowskie zostały oddane jednemu z synów już owdowiałego Feliksa – Henrykowi  Łubieńskiemu, zasłużonemu dla rozwoju gospodarczego Królestwa Polskiego; który założył w pobliżu dworu jedną z największych cukrowni, sprowadzając w tym celu najnowsze francuskie wynalazki i maszyny. Zaangażowanie kapitału Banku Polskiego przez Henryka sprowadziło na niego zarzuty o wykorzystywanie państwowych pieniędzy na cele prywatne. Został za to skazany na rok pobytu w twierdzy i trzy lata zesłania w głąb Rosji. Majątek został uratowany dzięki pomocy Róży z Łubieńskich (1798–1880), najmłodszej siostry Henryka oraz żony Ludwika Sobańskiego – wielkiego właściciela ziemskiego z Podola. 
Podczas licytacji majątku na aukcji w 1856, kupił go syn Róży i Ludwika, Feliks Sobański, za kwotę 600 000 rubli w srebrze. Dużemu zaangażowaniu Feliksa należy zawdzięczać szybko przeprowadzone oddłużenie majątku i odnowienie wspaniałego zespołu dworskiego. W 1877 Feliks uzyskał tytuł pierwszego ordynata guzowskiego, ponadto w 1880 roku uzyskał dziedziczny tytuł hrabiowski od papieża Leona XIII. Z inicjatywy Feliksa przystąpiono w trzeciej ćwierci XIX w. do przebudowy dworu (zob. sekcja: Przebudowa dworu) na wspaniały pałac we francuskim kostiumie neorenesansowym, oraz do tworzenia ogrodu angielskiego. Autorem ówczesnego projektu przebudowy dworu był architekt Władysław Hirszel. W 1886 r. Sobański przekazał dobra guzowskie swemu młodszemu synowi, Kazimierzowi.

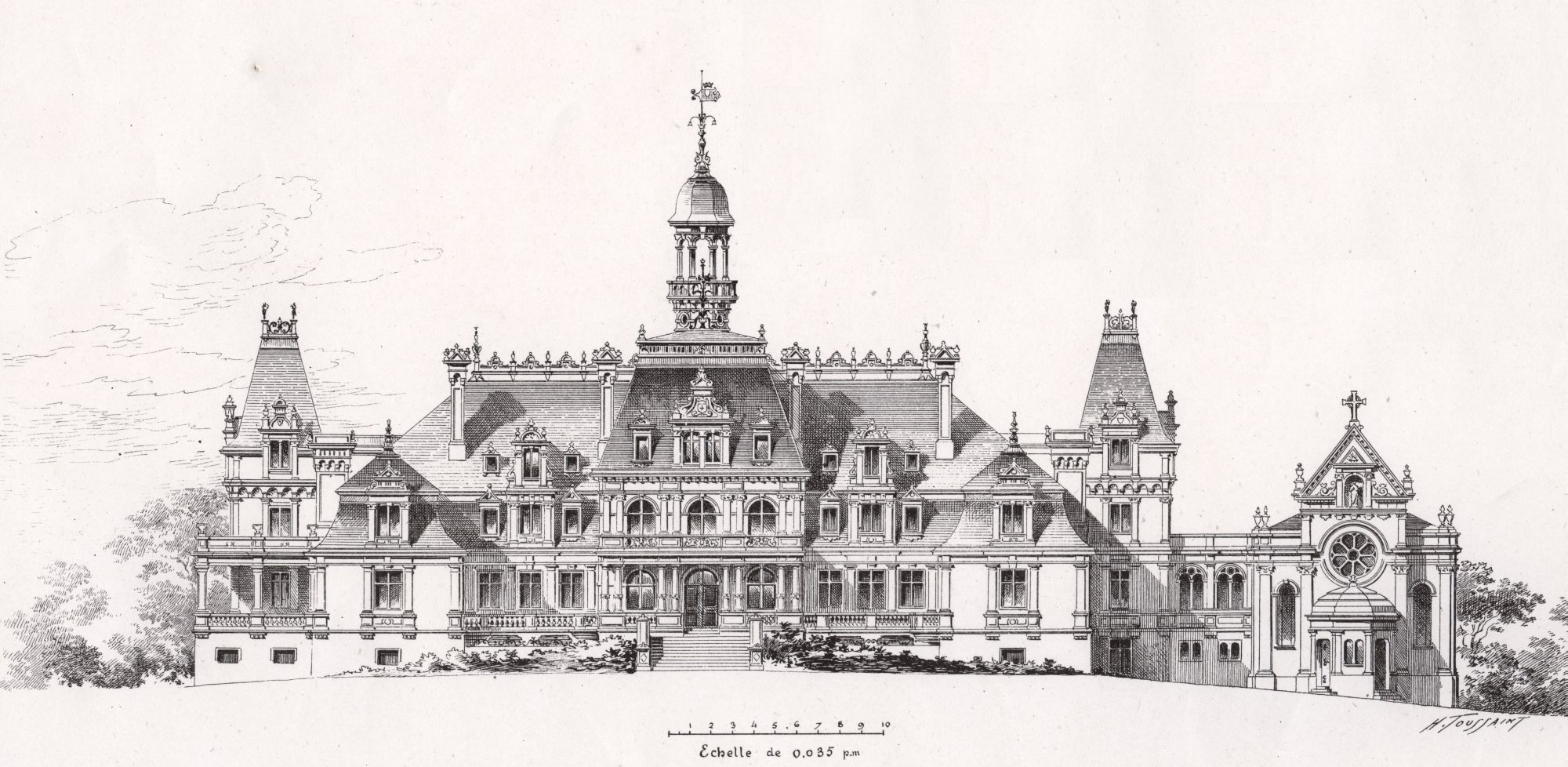
Propozycja rekonstrukcji pałacu wg archit. A. Mayera
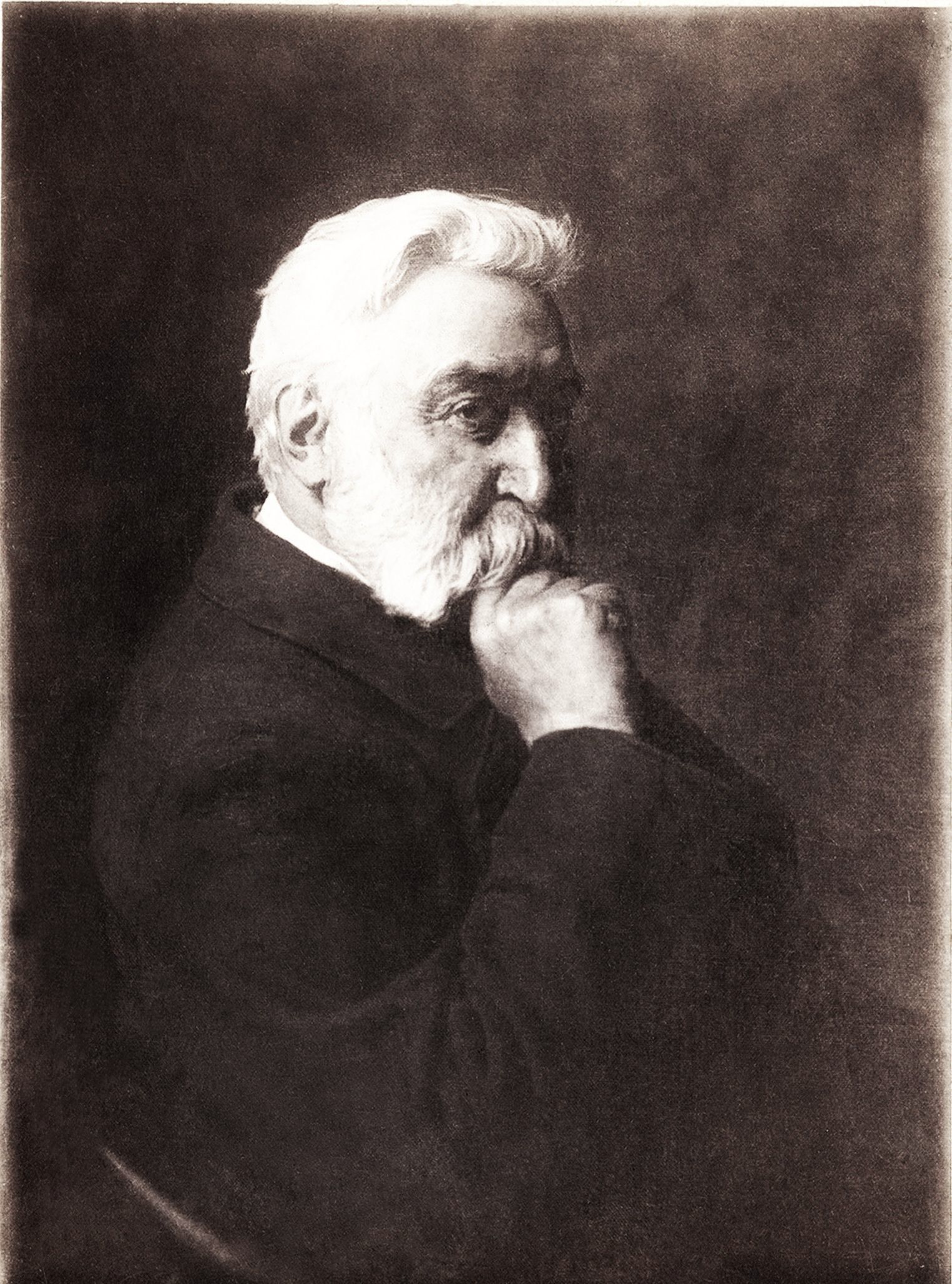
Feliks Sobański
Herb hrabiowski Sobańskich
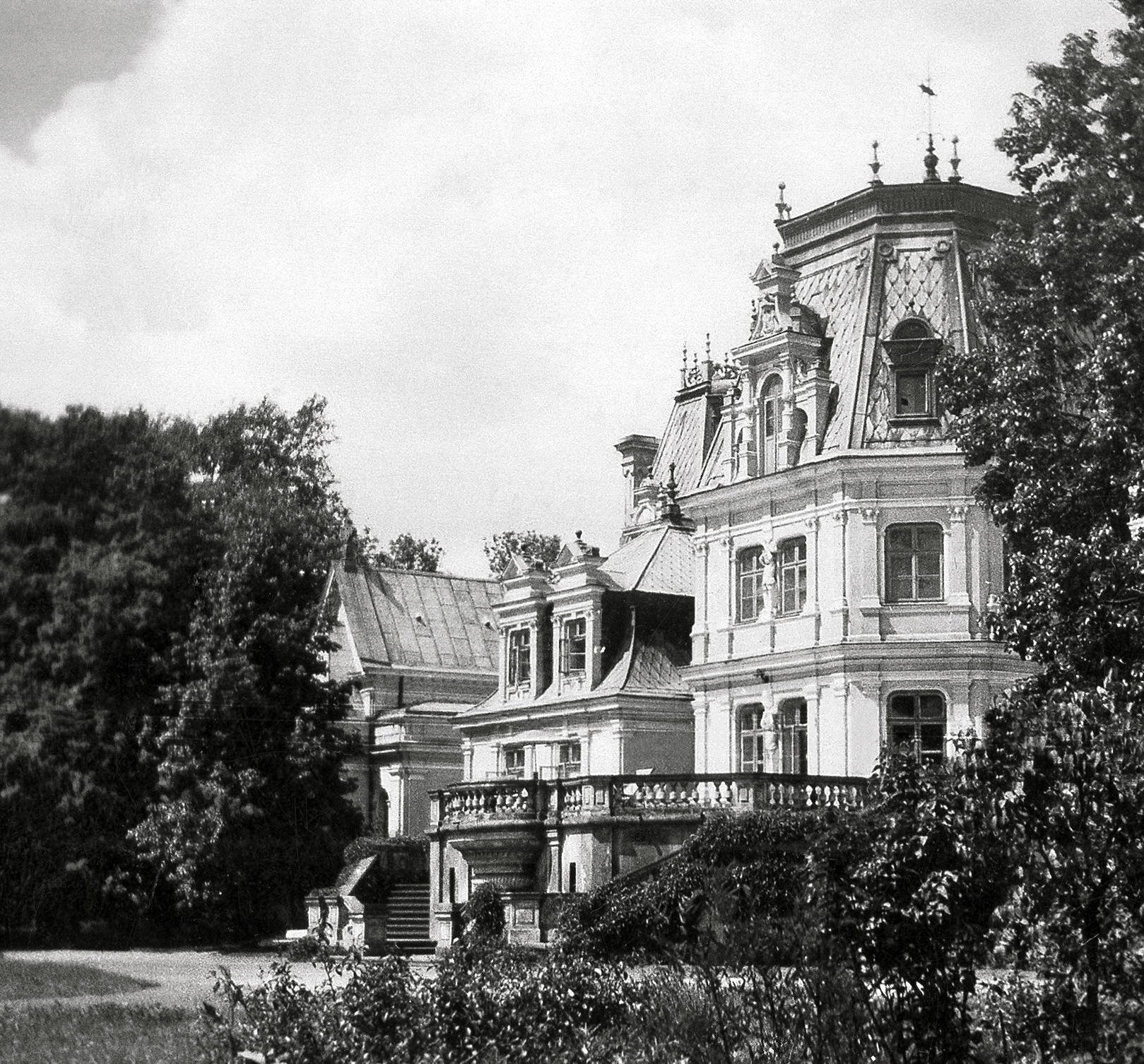
Pałac w Guzowie (ok. 1930 r.)
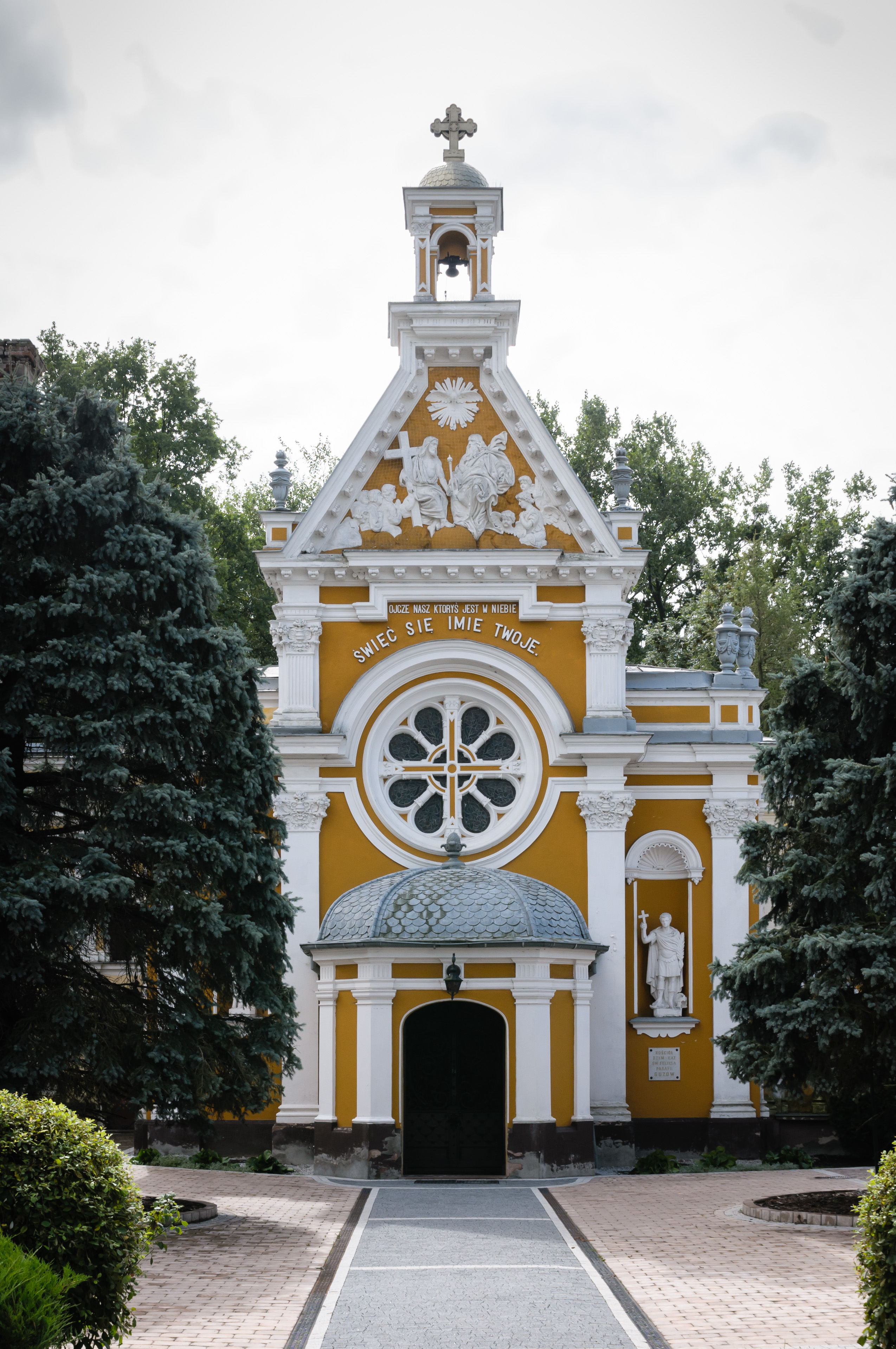
Kościół św. Feliksa

### XX w.
I wojna światowa i okres międzywojenny
W 1915 podczas I wojny światowej w okolice Guzowa dotarły działania wojenne na froncie rosyjsko-niemieckim; w pałacu umieszczono szpital na potrzeby frontu. Po przejściu frontu pałac i park były zdemolowane, w parku leżały ciała zabitych, zaś w stawach ugrzęzły tysiące sztuk pocisków i sprzętu wojskowego.
Po wojnie staraniem całego rodu pałac guzowski został przywrócony do dawnej świetności; mieszkali w nim wówczas hrabia Feliks Sobański razem z żona Zofią oraz dziewiątką dzieci: Elżbietą (zm. 1944), Teresą (zm. 1944), Michałem (zm. 1984), Henrykiem (zm. 1986), Gabrielą (zm. 1999), Różą (zm. 1968), Zofią (zm. 1995), Marią, i Ludwiką. Feliks Sobański piastował od 1934 r. funkcję zarządcy Guzowa w imieniu brata Antoniego Sobańskiego.

#### II wojna światowa
Pod koniec września 1939 r. do pałacu przyjechał niemiecki kwatermistrz, i powiedział, że wszyscy maja się z domu wynosić. Potem samolotami przyleciała ekipa, przywożąc ze sobą co najmniej dwadzieścia skrzynek piwa. Dużo nakradli wówczas srebra i porcelany. Obrazów nie zdążyli, bo się jednak bardzo spieszyli. W sali jadalnej powycinali żyletkami z foteli naszywane herby Junosza. Nie chodzili się załatwiać do hipka, tylko otwierali szuflady w cudownych chippendalowskich komodach... i tam się załatwiali (...). Cały ten bankiet Hitler wydał z powodu podpisania rozkazu o ostatecznym zdobyciu Warszawy. Podpisał go w dużym salonie. Do końca okupacji przyjeżdżały do Guzowa wycieczki z Reichu oglądać ten salon. Hitler zostawił list do mojego ojca, że bardzo się wstydzi, że armia tak zniszczyła pałac... po czym wyjechał (relacja Gabrieli Krasickiej w książce Arystokracja Marka Millera). Wkrótce do pałacu powrócili Sobańscy, którzy mieszkali w nim do końca okupacji pod okiem niemieckiego oficera. Wraz ze zbliżającym się frontem postanowiono przewieźć hrabinę Ludwikę z Wodzickich Sobańską w warszawskim schronisku dla paralityków, dokąd przewieziono także cenniejsze elementy wyposażenia pałacu, niektóre meble oraz kolekcję obrazów. 14 sierpnia 1944 Niemcy dokonali w budynku masakry 180 podopiecznych zakładu, w tym hrabiny, a cały budynek spłonął. W Guzowie żołnierze niemieccy przystąpili do pośpiesznej ewakuacji; prawdopodobnie wówczas wywieziono do Niemiec przypisywany Davidowi obraz Szczęśliwe małżeństwo. Kilku pijanych żołnierzy dowódca zamknął w piwnicach, przy czym uciekając zupełnie o nich zapomniał. Po wkroczeniu Rosjan odnaleziono ich i na miejscu rozstrzelano, ciała utopiono w stawie; Rosjanie dokonali dalszej grabieży mienia oraz dokonali dewastacji pałacu.
Okres powojenny  i powrót w ręce Sobańskich
Na mocy reformy rolnej PKWN z 1944 r. dobra guzowskie (w tym pałac i park) zostały odebrane właścicielom  i znacjonalizowane. Po grabieży wojsk niemieckich i rosyjskich pałac został po raz kolejny ograbiony przez szabrowników i okoliczną ludność. Pałac został zamieniony na biura cukrowni oraz mieszkania prywatne jej pracowników.
Pałac został odkupiony od gminy w 1996 r., jednakże brak funduszy początkowo uniemożliwił przeprowadzenie bardzo kosztownego remontu; z powodu licznych dewastacji, niewłaściwego użytkowania oraz braku remontów pałac został w bardzo złym stanie i cały wymagał gruntownego remontu konserwatorskiego. Z powodu zawilgocenia murów w wielu miejscach odpadł tynk, a wraz z nimi uformowana w nim bogata dekoracja; w dolnych partiach budowli zawilgocone cegły oraz zaprawa samoistnie krusząca się i odpadająca; mury pałacu w wielu miejscach były popękane, także stolarka okienna i drzwiowa oraz bogato zdobione dachy wymagały gruntownej renowacji. Zakres niezbędnych prac konserwatorskich jest bardzo duży i obejmuje odizolowanie fundamentów i osuszenie zawilgoconych murów, spięcie szczelin i pęknięć w ścianach, uzupełnienie i w wielu miejscach całkowite odtworzenie dekoracji elewacji, obramień okien, drzwi i opilastrowania. Wzniesienia praktycznie od nowa wymagały schody zarówno od strony podjazdu jak i zapadnięte schody na taras od strony elewacji ogrodowej. Gruntownej odnowy wymagały także mostki w parku, brama z kordegardą, kute ogrodzenie. Park był całkowicie zarośnięty i jak cały zespół pałacowo-parkowy wymagał generalnej konserwacji.
W ostatnich latach w rękach potomków Sobańskich i (za pomocą funduszów rządowych) obecnie postępuje konserwacja.

## Przebudowa dworu
Stary alkierzowy dwór został znacząco rozbudowany w stylu naśladującym renesansowe zamki znad Loary; do starego korpusu posiadającego jedna wieżę dodano drugą (obydwie nakryto wysokimi dachami), od strony podjazdu dodano czterokolumnowy portyk z trasem dostępnym z pierwszego piętra.
Główne wejście pod balkonem z kamienną balustradą, wspartym ośmioma kolumnami doryckimi w parach. W szczycie kartusz z herbem Junosza Feliksa Sobańskiego. Od strony ogrodu dodano duży taras z dwubiegowymi lustrzanymi schodami, cały pałac nakryto wysokimi, spadzistymi dachami z pseudoattykami, pokrytymi blachą, kominom nadano artystyczne formy, zaś na dachu ustawiono liczne wazy i sterczyny. Od strony ogrodu ozdobą jest kartusz z herbem Emilii Łubieńskiej, żony Feliksa. Wszystkie elewacje pałacu opilastrowano zwiększając plastyczność bryły; pilastrom nadano głowice toskańskie i korynckie; te ostatnie zarówno na elewacji pałacu jak i na pałacowej kordegardzie i bramie wzbogacono o baranie głowy – herbowy znak rodu Sobańskich. Znaczącym modyfikacjom poddano też wnętrza, które podzielono na dwie strefy: reprezentacyjną i prywatną; cele reprezentacyjne przyporządkowano pomieszczeniom parteru; z czterokolumnowego portyku wchodziło się do obszernego hallu ozdobionego czterema kolumnami i marmurowym kominkiem z antykizującym fryzem. W hallu znajdowały się także dwie mahoniowe komody, lustro oraz mahoniowy stół, na którym układano okrycia wierzchnie; przy hallu znajdowała się klatka schodowa prowadząca do pokoi gościnnych na poddaszu; bezpośrednio z hallu wchodziło się też do sali balowej usytuowanej na osi pałacu z oknami wychodzącymi na taras od strony ogrodu.
W trakcie północnym (na prawo od głównego wejścia) ulokowano także salę bilardową, jadalnię oraz oranżerię z przeszkolonym dachem. Posadzkę oranżerii wyłożono płytkami ceramicznymi, a dach był podświetlany; w oranżerii umieszczono także rzeźbę Urwis Gavrocha Francesca Jerace'a. W oranżerii wypełnionej egzotycznymi roślinami i ptakami spędzano zimowe wieczory grając w karty i słuchając płyt gramofonowych. Rolę sali herbowej pełniła jadalnia, na stropie której wymalowano herby rodów spokrewnionych z Sobańskimi, takich jak: Szembekowie, Ogińscy, Łubieńscy czy Pilawa-Potoccy. Herbami ozdobiono także zaplecki foteli stojących przy wielkim rozsuwanym stole. Resztę wyposażenia stanowiły: dwie gdańskie szafy, dwie komody, mahoniowe stoliki oraz dwie szafy wnękowe, w których przechowywano olbrzymi rodowy serwis sprowadzony specjalnie z Belgii, ozdobiony błękitnym herbem Sobańskich. Sala balowa, dwupoziomowa, miała zdecydowanie najbardziej reprezentacyjny charakter spośród wszystkich wnętrz pałacowych; zdobiły ją dwa kominki z pałacu Tuileries, zakupione w Paryżu na aukcji detali architektonicznych wydobytych z ruin spalonego pałacu; kominki były wykonane z marmuru i ozdobione brązowymi aplikacjami. Ponadto wyposażenie sali balowej tworzył komplet mebli w stylu Ludwika XV, zakupionych na aukcji przedmiotów po Napoleonie oraz niezwykle cenny obraz Szczęśliwe małżeństwo, przypisywany Dawidowi, zakupiony w Paryżu za kwotę 5000 dolarów w złocie. Ze względu na świetne warunki akustyczne w sali tej umieszczono fortepian.
Oprócz obrazu Dawida w zbiorach sztuki guzowskiej rezydencji znajdowały się także inne cenne dzieła sztuki: szkice węglem autorstwa Jana Matejki, Portret Róży z Łubieńskich Sobańskiej Józefa Simmlera, Pejzaż zimowy Juliana Fałata, Wnętrz katedry wawelskiej Aleksandra Gierymskiego, Autoportret Olgi Boznańskiej, Zaprzęg Józefa Brandta, ponadto obrazy batalistyczne Jana Rosena.
Na poddaszu  oraz w wieżach zaprojektowano apartamenty, w tym pokoje gościnne. Bardzo dużo uwagi poświęcono kwestiom sanitarnym, budując obszerne łazienki wyłożone marmurem.

## Park, ogrody i kaplica
Od około 1765 r. wokół ówczesnego dworu Ogińskich istniał ogród włoski; dopiero wraz z przebudową dworu na istniejący do dziś pałac, w IV ćwierci XIX wieku, utworzono wspaniały, rozległy park angielski z trzema stawami; park został podzielony na dwie części, tj. główną oś widokową biegnącą od podjazdu przez pałac do trawnika i drogi za pałacem w części zachodniej, oraz część krajobrazowo z nieregularnym układem ścieżek i dróg na wschód i południe od pałacu (przez tę część biegnie droga dojazdowa od strony kordegardy ozdobionej  herbami: Pogoń (Ogińskich), Junosza (Sobańskich) oraz Pomian (Łubieńskich). Na środku największego stawu uformowano niewielką wysepkę w kształcie stożka oraz sztuczną grotę z polnych kamieni; wybudowano też korty tenisowe. Projektantami parku byli architekci Walerian Kronenberg i Franciszek Szanior. W stanie nadanym przez Feliksa Sobańskiego pałac i park przetrwał do 1915 r.
Kaplica pałacowa pw. św. Feliksa powstała według projektu nieznanego architekta ok. 1895 r.; jest to niewielka, jednonawowa budowla na planie prostokąta, z trójbocznie zamkniętym prezbiterium. Skromne wnętrze w z czterema parami filarów kryje prawdopodobnie XVIII-wieczny obraz przedstawiający św. Mateusza Ewangelistę; od 1948 r. kaplica jest kościołem filialnym parafii w Starych Wiskitkach.

## Pałac w kulturze masowej
Pałac zagrał w serialu Ekstradycja, reklamował także książki Agathy Christie; w 1979 Wojciech Marczewski nakręcił tu film Klucznik. W pałacu i parku są też kręcone teledyski, między innymi do utworów Pati Yang.